# Liste der Kulturdenkmale in Sommerland
In der Liste der Kulturdenkmale in Sommerland sind alle Kulturdenkmale der schleswig-holsteinischen Gemeinde Sommerland (Kreis Steinburg) und ihrer Ortsteile aufgelistet (Stand: 10. März 2025).

## Legende
In den Spalten befinden sich folgende Informationen:
- Objekt-ID: die Nummer des Kulturdenkmales
- Lage: die Adresse des Kulturdenkmales und die geographischen Koordinaten. Kartenansicht, um Koordinaten zu setzen. In der Kartenansicht sind Kulturdenkmale ohne Koordinaten mit einem roten Marker dargestellt und können in der Karte gesetzt werden. Kulturdenkmale ohne Bild sind mit einem blauen Marker gekennzeichnet, Kulturdenkmale mit Bild mit einem grünen Marker.
- Offizielle Bezeichnung: Bezeichnung des Kulturdenkmales
- Beschreibung: die Beschreibung des Kulturdenkmales
- Bild: ein Bild des Kulturdenkmales

## Bauliche Anlagen
| Objekt-ID      | Lage                                           | Offizielle Bezeichnung       | Beschreibung | Bild |
| -------------- | ---------------------------------------------- | ---------------------------- | --- | ---- |
| 15757          | Dückermühle 8 (53° 48′ 15″ N, 9° 31′ 50″ O)    | Stellmacherei                | ehem. Stellmacherei; Mitte 18. Jh.; eingeschossiges WohnWirtschaftsgebäude unter reetgedecktem Satteldach und Frontispiz über ehemaligen Haupteingang, Giebeldreiecke teilweise in Fachwerkkonstruktion - Begründung: geschichtlich, wissenschaftlich, Kulturlandschaft prägend - Schutzumfang: Stellmacherei, - Denkmaltyp: Bauliche Anlage        | BW   |
| 26958 Wikidata | Kamerland 20 (53° 47′ 46″ N, 9° 32′ 32″ O)     | Bargscheune                  | Alteintragung (Aktualisierung vorgesehen) Begründung: geschichtlich, wissenschaftlich, Kulturlandschaft prägend Schutzumfang: gesamtes Objekt Denkmaltyp: Bauliche Anlage | BW   |
| 27581          | Kamerlander Au 8 (53° 46′ 54″ N, 9° 33′ 47″ O) | Fachhallenhaus               | Fachhallenhaus; 19. Jh.; durch verbreiterten Wohntrakt einseitig erweitert, reetgedecktes Halbwalmdach, feldseitig klassizistische Portalrahmung, Außenwände massiv erneuert, im Innern qualitätvolle Ausstattung - Begründung: geschichtlich, künstlerisch, Kulturlandschaft prägend - Schutzumfang: gesamtes Objekt - Denkmaltyp: Bauliche Anlage | BW   |
| 29593 Wikidata | Sommerland 50 (53° 47′ 35″ N, 9° 33′ 37″ O)    | Wohn- und Wirtschaftsgebäude | Backsteinhallenhaus; Ende19. Jh.; Rotsteinbau mit kreuzförmig erweitertem Wohntrakt und reetgedeckten Satteldächern, zeittypische Backsteingliederung, verbretterte Giebelflächen und geschnitzte Giebelzier - Begründung: geschichtlich, Kulturlandschaft prägend - Schutzumfang: gesamtes Objekt - Denkmaltyp: Bauliche Anlage                    | BW   |
| 30080 Wikidata | Sommerland 64 (53° 48′ 6″ N, 9° 32′ 28″ O)     | Haupthaus                    | Alteintragung (Aktualisierung vorgesehen) - Begründung: Alteintragung (Aktualisierung vorgesehen) - Schutzumfang: Alteintragung (Aktualisierung vorgesehen) - Denkmaltyp: Bauliche Anlage | BW   |
| 30081 Wikidata | Sommerland 64 (53° 48′ 6″ N, 9° 32′ 30″ O)     | Wirtschaftsgebäude           | Alteintragung (Aktualisierung vorgesehen) - Begründung: Alteintragung (Aktualisierung vorgesehen) - Schutzumfang: Alteintragung (Aktualisierung vorgesehen) - Denkmaltyp: Bauliche Anlage | BW   |
| 26957 Wikidata | Sommerland 82 (53° 48′ 19″ N, 9° 32′ 9″ O)     | Wohn- und Wirtschaftsgebäude | Alteintragung (Aktualisierung vorgesehen) - Begründung: Alteintragung (Aktualisierung vorgesehen) - Schutzumfang: Alteintragung (Aktualisierung vorgesehen) - Denkmaltyp: Bauliche Anlage | BW   |
| 31838 Wikidata | Sommerland 82 (53° 48′ 20″ N, 9° 32′ 10″ O)    | Winkelscheune                | Alteintragung (Aktualisierung vorgesehen) - Begründung: Alteintragung (Aktualisierung vorgesehen) - Schutzumfang: Alteintragung (Aktualisierung vorgesehen) - Denkmaltyp: Bauliche Anlage | BW   |
| 31839 Wikidata | Sommerland 82 (53° 48′ 19″ N, 9° 32′ 12″ O)    | Backhaus                     | Alteintragung (Aktualisierung vorgesehen) - Begründung: Alteintragung (Aktualisierung vorgesehen) - Schutzumfang: Alteintragung (Aktualisierung vorgesehen) - Denkmaltyp: Bauliche Anlage | BW   |

## Quelle
- Liste der Kulturdenkmale in Schleswig-Holstein – Kreis Steinburg

- Karte mit allen Koordinaten:
- OSM |
- WikiMap